# Sagan om Despereaux
Sagan om Despereaux är en animerad familjefilm från 2008, regisserad av Sam Fell och Rob Stevenhagen.

## Handling
Despereaux är en liten mus som, tillsammans med sin utstötte vän Roscuro, ger sig ut på äventyr för att rädda en prinsessa som befinner sig i knipa.

## Engelska röster
- Matthew Broderick – Despereaux
- Emma Watson – Prinsessan Pea
- Robbie Coltrane – Gregory
- Frances Conroy – Antoinette
- Tony Hale – Furlough
- Ciarán Hinds – Botticelli
- Stanley Tucci – Boldo
- Dustin Hoffman – Roscuro
- Sigourney Weaver – Berättare
- Tracy Ullman – Miggery Sow
- Kevin Kline – André
- William H Macy – Lester